# Manihot angustiloba
Manihot angustiloba är en törelväxtart som först beskrevs av John Torrey, och fick sitt nu gällande namn av Johannes Müller Argoviensis. Manihot angustiloba ingår i släktet Manihot och familjen törelväxter. Inga underarter finns listade i Catalogue of Life.